# Goin' In
Goin' In is een single van de Amerikaanse zangeres Jennifer Lopez. Het nummer is in samenwerking met de rappers Flo Rida en Lil Jon, de laatste wordt er niet bij genoemd. Het nummer verschijnt op J.Lo's verzamelalbum Dance Again… the Hits en op de soundtrack van de film Step Up Revolution.

## Videoclip
De videoclip werd op 25 juli 2012 voor het eerst uitgezonden op MTV. In de videoclip is er veel dans en ziet men J.Lo, Flo Rida en Lil' Jon terug. Tevens ziet men een paar fragmenten uit de film Step Up Revolution, waarin ook een paar dansers van de film in de videoclip zitten.

## Ontvangst
Het nummer is wereldwijd uitgebracht, maar werd desondanks niet erg succesvol. In de Nederlandse Top 40 kwam het tot plaats 11 in de tipparade, terwijl het nummer in de Nederlandse Single Top 100 niet eens is gechart. In België was het nummer iets populairder. In Vlaanderen kwam het tot de tip3 en in Wallonië bereikte het nummer de tip4.

## Tracklist

### Single
1. "Goin' In" (Single)	  	4:07

### Goin' In —EP
1. "Goin' In"	  	4:07
2. "Goin' In" (Michael Woods Remix)	  	6:22
3. "Goin' In" (Michael Woods Remix Edit)	  	4:14
4. "Goin' In" (Michael Woods Dub)	  	6:22
5. "Goin' In" (Michael Woods Instrumental)	  	6:22
6. "Goin' In" (Gustavo Scorpio Club Mix)	  	7:44
7. "Goin' In" (Gustavo Scorpio Edit)	  	4:35
8. "Goin' In" (Gustavo Scorpio Dub)	  	7:44
9. "Goin' In" (Jacob Plant Remix)	  	4:40